# Petronila (1857)
La Petronila fue una fragata de hélice de la Armada Española, con casco de madera y propulsión mixta a vapor y velas. Recibía su nombre en memoria de la reina Petronila de Aragón. Fue la primera fragata de hélice construida en el Arsenal de Cartagena. Fue ordenada junto a las fragatas Blanca y Berenguela el 8 de agosto de 1863.

## Historial
Entre 1861-1862, participó en la expedición contra México junto con fuerzas del Reino Unido y Francia, como parte de la escuadra que mandaba el general Joaquín Gutiérrez de Rubalcaba, comandante general del Apostadero de La Habana. Cuando quedaron al descubierto las intenciones francesas de colocar a Maximiliano de Habsburgo-Lorena como Emperador de México, se le ordenó retornar a Cuba.

### Pérdida
Mientras estaba destinada en el apostadero de La Habana, zarpó de este puerto el 2 de agosto de 1863, embarrancó el 8 de agosto, dándose por perdida a pesar de los esfuerzos por mantenerla a flote. A su capitán, se le absolvió en el posterior consejo de guerra celebrado el 7 de diciembre de 1863.